# مایا یوشیدا
مایا یوشیدا (ژاپنی: 吉田 麻也؛ زادهٔ ۲۴ اوت ۱۹۸۸) بازیکن فوتبال اهل ژاپن است که در باشگاه فوتبال لس آنجلس گلکسی در پست مدافع بازی می کند.
وی همچنین ۱۲۶ بازی در تیم ملی فوتبال ژاپن در کارنامه دارد و ۱۲ گل به ثمر رسانده است.